# Pterogyne nitens
Genre
Espèce
Synonymes
- Pterogyne nitens f. parvifolia Chodat & Hassl.[2]

Pterogyne nitens est une espèce de plantes à fleurs dicotylédones de la famille des Fabaceae, sous-famille des Faboideae. C'est un arbre originaire d'Amérique du Sud. C'est l'unique espèce acceptée du genre Pterogyne (genre monotypique).